# Джон Констебл
Джо́н Ко́нстебл (англ. John Constable; 1776, Іст-Берґголт, Велика Британія — 1837, Лондон) — англійський живописець, один з найталановитіших пейзажистів Англії та Західної Європи. Його творчість вплинула на французьких романтиків, художників барбізонської школи й імпресіоністів.

## Біографія. Ранні роки
Констебл народився в родині мірошника, походив з ремісничого середовища. Старший син в родині був розумово відсталим, тому надії батьків цілком покладались на другого сина, яким і був Джон. Родина мешкала в селі Іст Берґголт на річці Стур (англійською — Стаур). Сільські пейзажі Британії і стануть головними мотивами творів майбутнього художника.

## Яскраві враження
Серед ранніх яскравих вражень Джона — знайомство з колекціонером Джорджем Бомоном (1753—1827). Той розділяв моду англійських багатіїв на колекціонування картин 17 століття, художніми авторитетами для яких були так звані «героїчні пейзажі» Ніколя Пуссена та Клода Лоррена. Одне полотно пензля Клода Лоррена якраз і мав Джордж Бомон. Уяву про надзвичайний художній авторитет твору Клода Лоррена розділив і молодий Констебл.

## Навчання
Джон передав сімейний бізнес молодшому братові, чим вивільнив собі руки і час для художнього навчання.
Навчався живопису у місцевого художника Джона Данторна. Потім переїхав у Лондон, де в 1799 р. вступив до Королівську академію мистецтв. Уважно вивчав творчість майстрів попередніх поколінь (Клод Лоррена, Якоб ван Рейсдала, Томаса Гейнсборо). Джон Констебл наполегливо працював самостійно на натурі, не відволікаючись на викладацьку діяльність.

## Зрілі роки
Деякий час він працював викладачем малюнку в військовому коледжу Great Marlow, який покинув у 1802 році. Тодішній президент Королівської академії мистецтв, англо-американський художник Бенджамін Вест, негативно віднісся до цього вчинку Констебла. Але останній вже остаточно вирішив присвятити себе пейзажному живопису і почав рухатися в цьому напрямку.
Взимку Констебл перебував у Лондоні, а влітку повертався в рідне село або подорожував. 1811 року прийняв запрошення гостювати у архідиякона Джона Фішера в Солсбері. Місцевість і надихнула художника на більшість пейзажів, які пізніше розцінили як найкращі досягнення митця.
Аби мати матеріальний прибуток, Джон Констебл звернувся до створення портретів на замовлення та навіть до релігійного живопису. Але саме пейзажний живопис посів головне місце в творах митця.

## Одруження
Художник зустрів дівчину з іншого, заможного середовища. Джон і Марія Бікнелл покохали один одного. Але на шляху до шлюбу стояли батьки Марії, що не вважали шлюб з незаможним художником і невизначеним майбутнім — доброю партією для Марії. Ситуація трохи змінилася з часом, коли Джон отримав п'яту частину спадку від сімейного бізнесу по смерті власних батьків.
Джон Констебл і Марія Бікнелл побрались в жовтні 1816 року. Шлюб освятив Джон Фішер. Лише через три роки потому (у 1819) Джон продав свою першу картину «Білий кінь».
В тому ж році (1819) художника прийняли до членів Королівської академії мистецтв. 1821 року на виставці в Академії Констебл виставив картину «Віз для сіна».
Лондон у 1921 р. відвідав французький художник Теодор Жеріко. Йому сподобався пейзаж Констебля і він запросив Констебля в Париж. Один з артдилерів, Джон Ерроусміт придбав чотири пейзажі Констебла, серед яких був і «Віз для сіна». Полотно встигло побувати в столиці Франції на Паризькому салоні і у 1824 році отримало там золоту медаль.
Дивним чином Джон не ганявся за матеріальним успіхом, тим паче за кордоном, у Франції, де вже мав авторитет як художник. І це тоді, коли в родині збільшувалась кількість дітей.
У січні 1828 року Марія важко захворіла після народження сьомої дитини. Вона померла в листопаді того ж року від ускладнень туберкульозу у віці 41 року. Матеріальний стан родини могли виправити гроші, що отримала Марія по заповіту. Але 20.000, що отримала родина, Джон витратив на створення естампів з власних робіт, аби їх вигідно продати. Це ставило на меті також популяризацію пейзажних творів Констебла, що робили і інші митці. На жаль, ініціатива Джона Констебла з естампами не мала фінансового успіху.
З 1831 року він отримав посаду інспектора Академії мистецтв, де був популярним серед студентів. Констебль також читав лекції з історії пейзажного живопису до 1835 року.

## Теми пейзажів Констебла

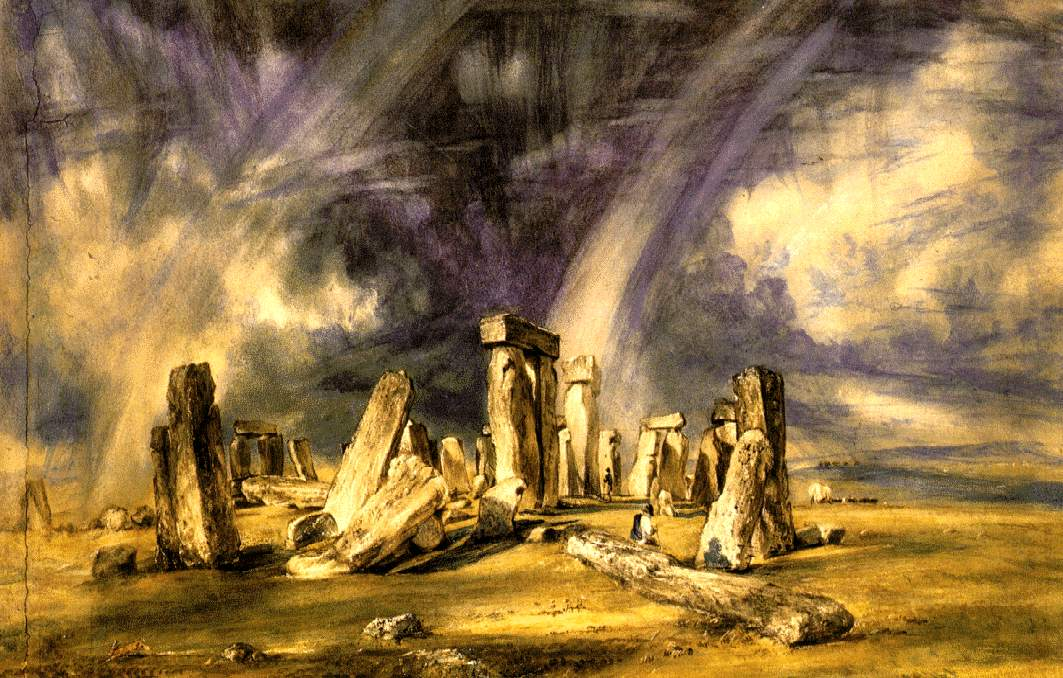
Джон Констебл. «Стонгендж». Акварель. 1835

В моді були романтичні пейзажі з зображеннями диких краєвидів, скельних пейзажів, фантазійних сцен з хмарами, ефектами несподіваного освітлення, нетутешніми сюжетами і персонажами як стафажем. Типові зразки дав англійський художник Вільям Тернер. Джон іноді малював подібні сцени (частіше вони в його малюнках чи ескізах), але набагато більше його приваблювали реалістичні зображення пагорбів та полів, пейзажні парки англійських аристократів, провінційна Англія з її луками, чередою худоби, тихими околицями, каналами, річками з повільною течією.
Темою пейзажів Констебла завжди залишалася природа рідної країни, у якій художник підкреслював її скромну красу й разом з тим одухотворена велич. Розквіт його творчості припадає на 1820-ті рр. Художник особливо любив писати місто Солсбері з його старим собором («Собор у Солсбері від річки»). Його тягла також сільська Англія, простори її долин і пустищ. Часом у його пейзажах з'являються пастушок із чередою, водяний млин, коні («Хлібне поле», «Віз для сіна», «Вид на ріці Стур», «Стрибаючий кінь», усе — 1820-ті рр.).

Джон Констебл. «Гребля й млин у Дедхемі». 1820

Констебл часто подорожував по країні, роблячи безліч ескізів і замальовок з натури, у яких запам'яталися спостереження неба й мінливих, що біжать по ньому хмар, атмосфери, висвітлення, їхнього впливу на природні кольори. Уперше в історії європейського пейзажу він писав деякі з картин повністю з натури, на пленері, передбачивши творчі пошуки імпресіоністів. Роботи Констебла відрізняє романтичне, підняте звучання. Пильно вивчаючи природу, художник у той же час «офарблює» пейзаж своїми особистими ліричними переживаннями.
Констебл звертався також до жанру релігійної картини й портрета. Викладав в Академії, де читав лекції про історію пейзажного живопису. Художник не був визнаний при житті в рідній країні; однак його картини були популярні в Європі, особливо у Франції. Його творчість вплинула на французьких романтиків, художників барбізонської школи й імпресіоністів.

## Вибрані твори

Мария Бікнелл

Руїни замку Хедлей

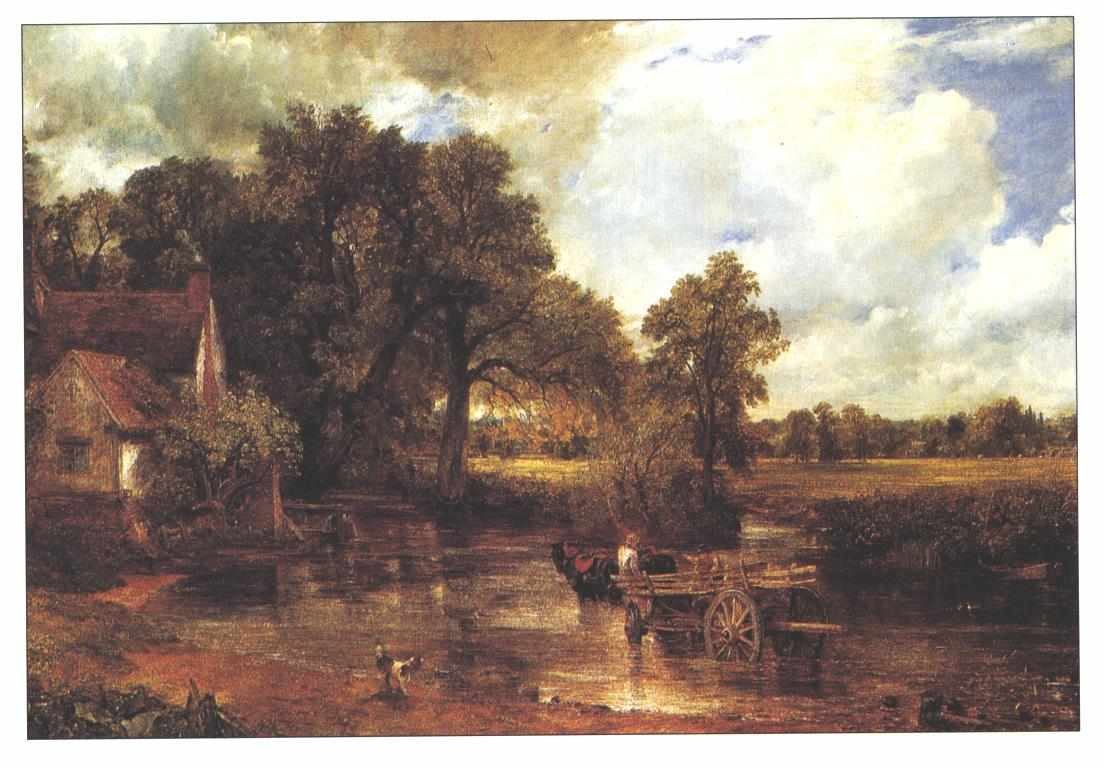
Брод на річці

Садиба Мальверн Холл

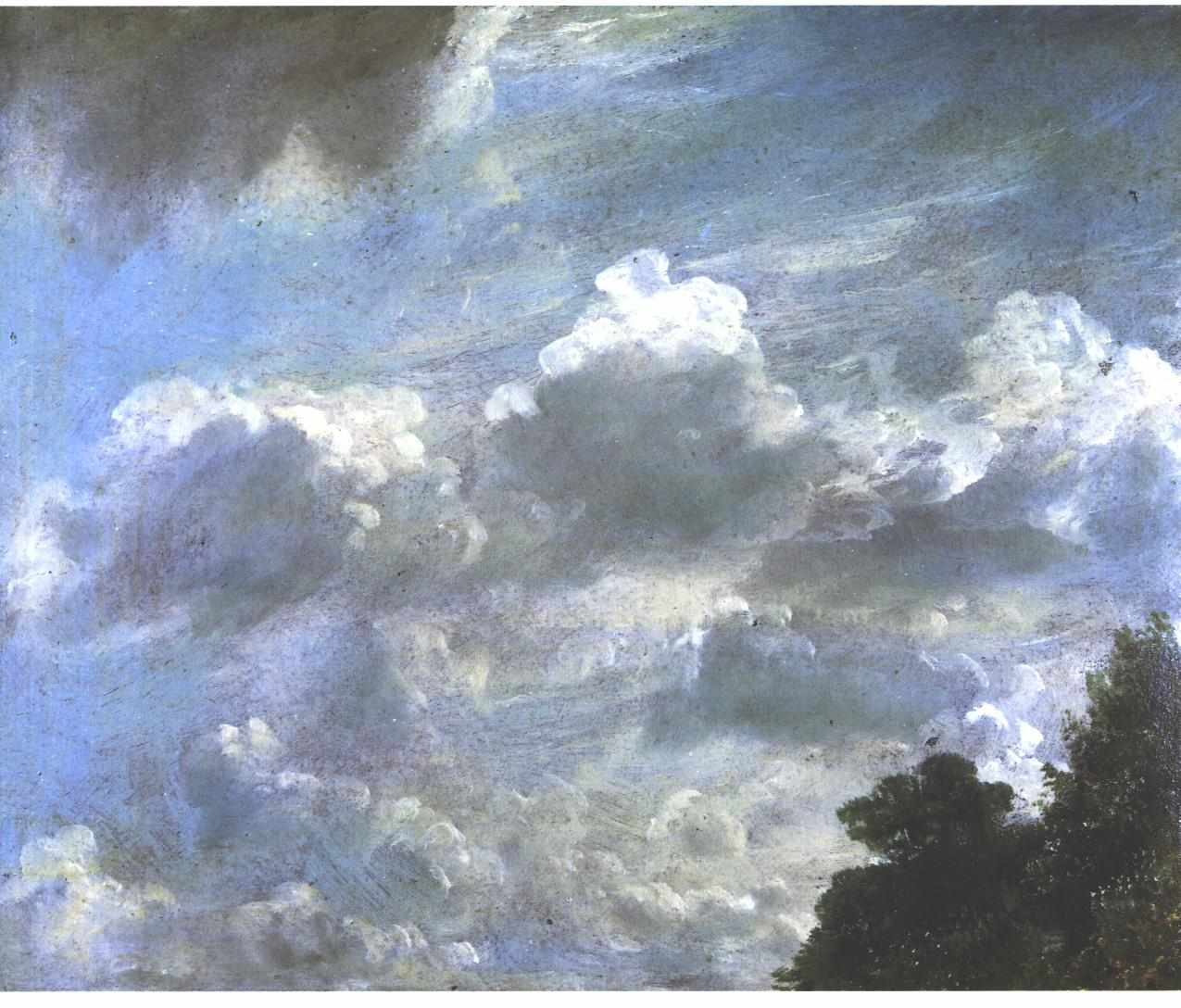
Хмари. Ескіз

Собор у Солсбері з епископського саду

Узбережжя у Брайтоні і вітрильники з вугіллям

- «Автопортрет», 1806 , малюнок, Галерея Тейт
- «Долина у Дедхемі ввечері», 1802
- «Ліс», 1802
- «Краєвид у Херслі», 1804
- «Краєвид з верхівки Хоністер Крег», 1804
- «Гірський краєвид. Борроудейл», 1806
- «Борроудейл», 1806
- «Дерева. Сток бай Нейленд», 1807
- «Долина. Епсом», 1809
- «Садиба Мальверн Холл», 1809
- «Церква в Іст-Берґголт», 1810
- «Ярмарок у Іст-Берґголт», 1811
- «Садиба Голдинга Констебла. Іст-Берґголт», 1811
- «Флетфордський млин з боку шлюзу», 1811
- «Струмок біля млина», 1811
- «Човни на річці Стур», 1811
- «Долина у Дедхемі», 1812
- «Весна», 1814
- «Побудова дерев'яного човна», 1815
- «Садиба Вайвенхоу», 1816
- «Флетфордський млин», 1817
- «Білий кінь», 1819
- «В'язи. Олд Холл Парк», 1817
- «Марія Бікнелл», 1816
- «Архідиякон Джон Фишер», 1817
- «Ставок у Бранч Хілл», 1819
- «Міст Ватерлоо у Лондоні», 1819
- «Затока Веймут», 1819, Бостон, США
- «Млин у Стретфорді», 1820
- «Канал у Ньюбері», 1821, малюнок
- «Ебінгдон з боку річки», 1821, малюнок
- «Старі будівлі і міст Харнхем. Солсбері», 1821, малюнок
- «Віз для сіна», 1821
- «Піщаний пагорб. Хемпстед», 1821
- «Червона споруда, небо і дерева. Хемпстед», 1821
- «Стовбур в'яза», 1821, ескіз
- «На річці Стур», 1822, Сан Марино
- «Хмари», 1822, ескіз
- «Хмари», 1822, ескіз
- «Хемпстед зі сходу», 1823
- «Хемпстед і дощові хмари», 1823
- «Собор у Солсбері з епископського саду», 1823, Ньюкасл
- «Собор у Солсбері з епископського саду», 1823, варіант з Лондону
- «Собор у Солсбері», 1823, Вашингтон, США
- «Човен поблизу берега», 1824
- «Узбережжя у Брайтоні», 1824
- «Узбережжя у Брайтоні і вітрильники з вугіллям», 1824
- «Хемпстед. Краєвид», 1825, Філадельфія, США
- «Дощовий день над морем», 1825
- «Стрибаючий кінь», 1825
- «Сільський шлях повз дерева», 1825
- «Хлібне поле», 1826
- «Солсбері. Краєвид», 1827
- «Сільський шлях і хижки», 1827, малюнок
- "Копачі глини. Хемпстед ", 1828
- «Замок Хедлей», 1828
- «Долина у Дедхемі», 1828, Единбург
- «Собор у Солсбері з боку луків», 1829, ескіз
- «Поле у Солсбері з вікна бібліотеки архідиякона Фишера», 1829
- «Руїни замку Хедлей», 1829, ескіз
- «Дерева біля собору у Солсбері», 1829
- «Садиба Енглфілд Хаус», 1832, малюнок
- «Урочисте відкриття мосту Ватерлоо у Лондоні», 1832
- «Хижка в полі» («Будиночок у Корнфілді»), 1833
- «Сільський шлях повз хижку і млин», 1834, малюнок
- «Собор у Солсбері і краєвид з веселкою», 1834
- «Хайгет», 1834, Москва, Росія
- «Садиба Петуорт Хаус з боку парку», 1834, малюнок
- «Садиба Кебері Хаус», 1835, малюнок
- «Шлюз», 1836
- «Дерева біля річки Стур», 1836, малюнок, Вашингтон, США
- «Хижка біля річки Стур», 1836, Лос-Анджелес, США
- «Ферма біля річки», 1836
- «Шлях повз піщані дюни», 1836
- «Сток бай Нейленд», 1836, Чикаго, США
- «Краєвид з буревієм на річці Стур», 1836, сепія
- «Дерева біля води», 1836, сепія
- «Замок і Ерендельський млин», 1837

## Галерея

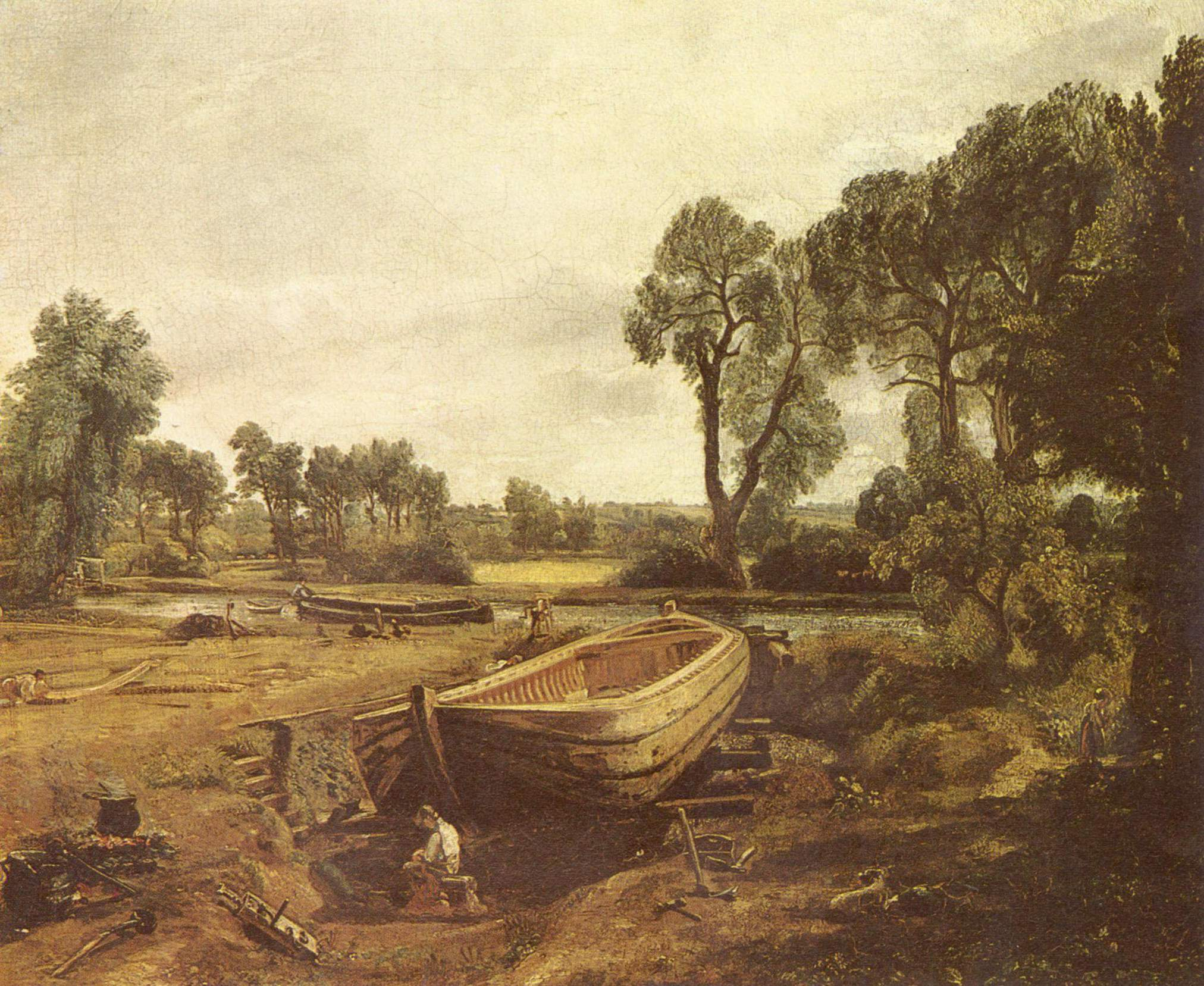
Побудова човна у Флетфорді, 1815
Млин у Флетфорді, 1817
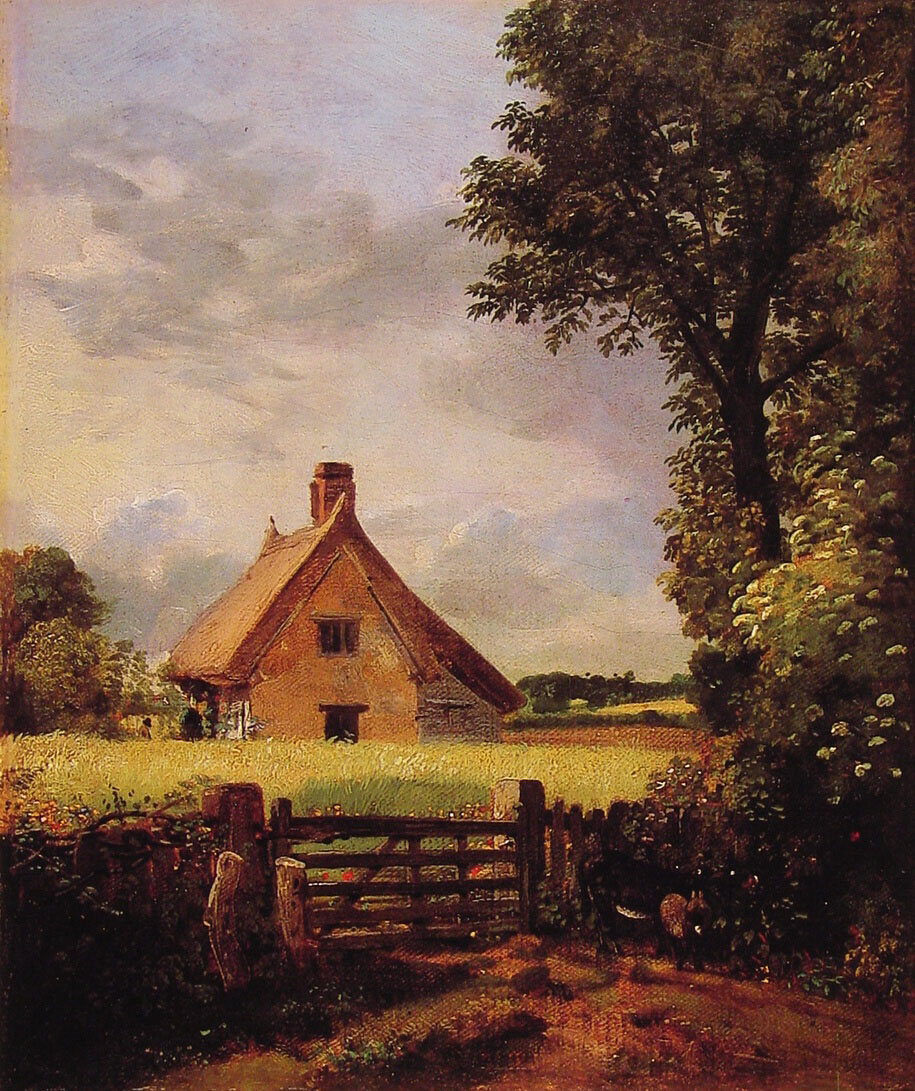
Будиночок у Корнфільді, 1817
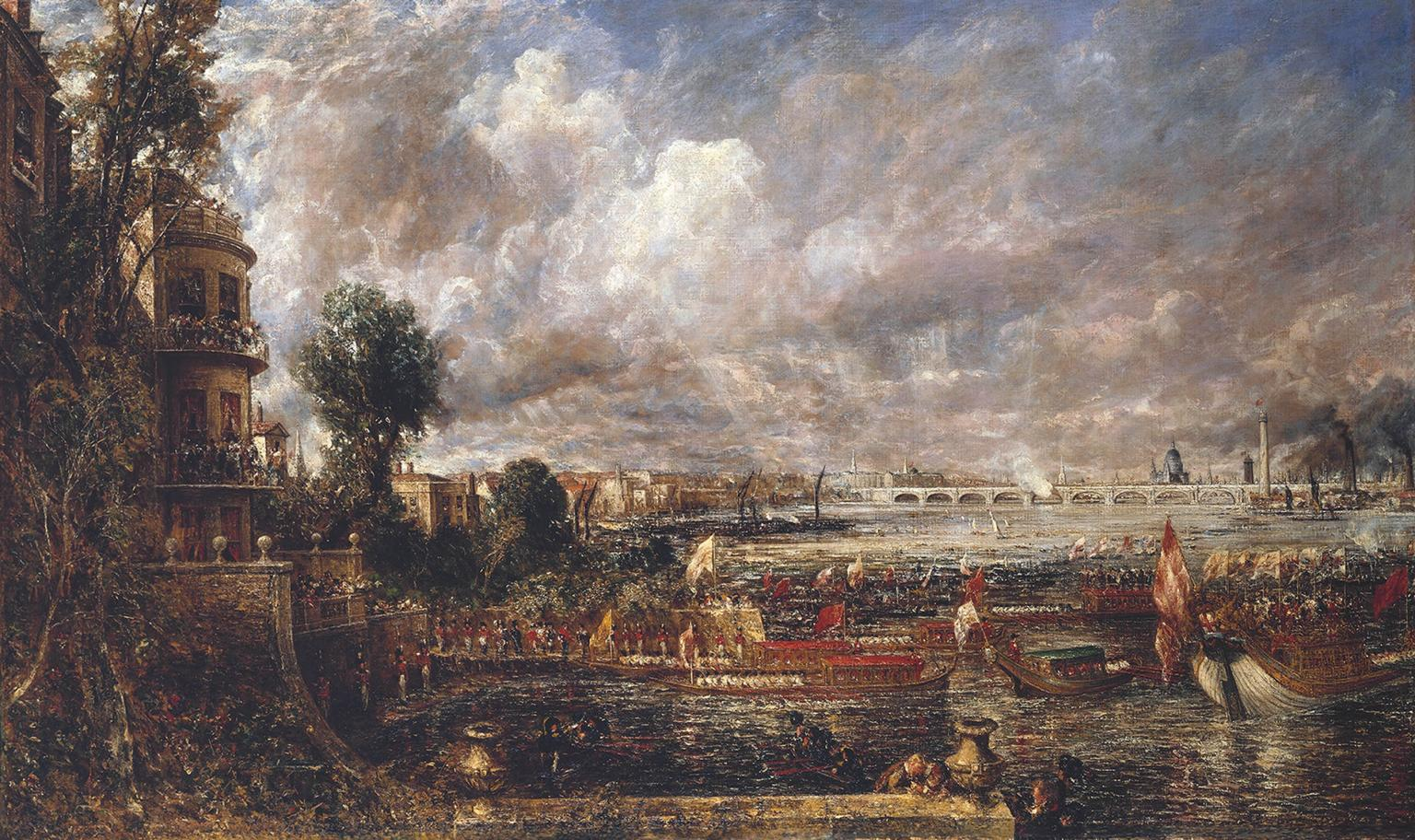
Міст Ватерлоо у Лондоні, 1832
Оране поле, 1826
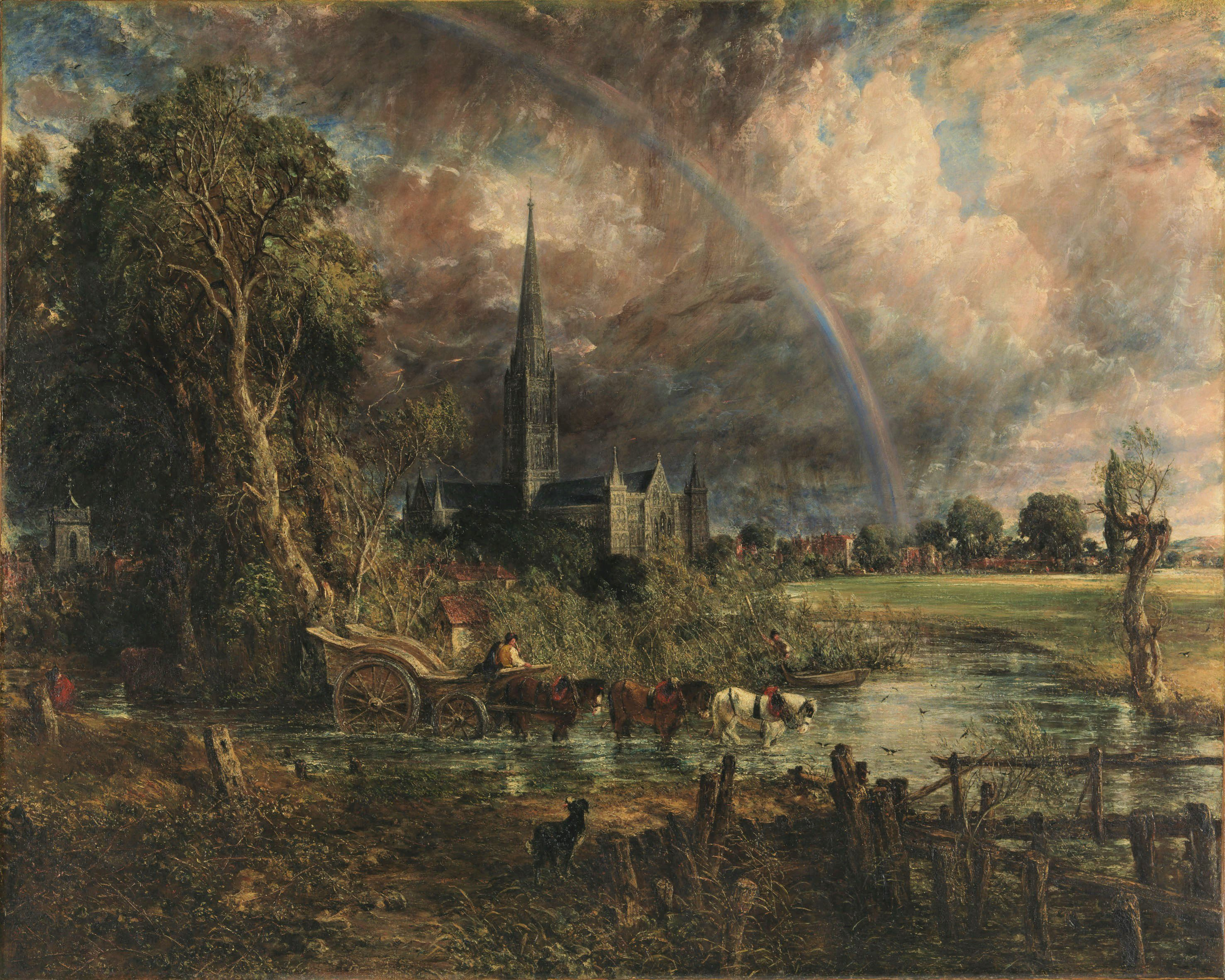
Собор у Солсбері і краєвид з веселкою , 1815
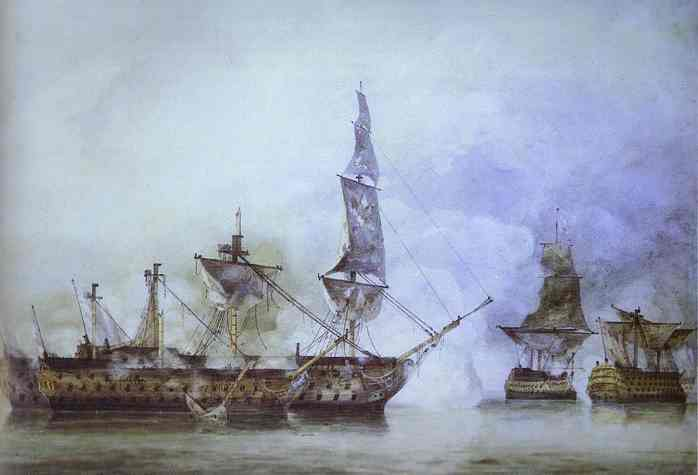
Трафальгарська битва, 1806
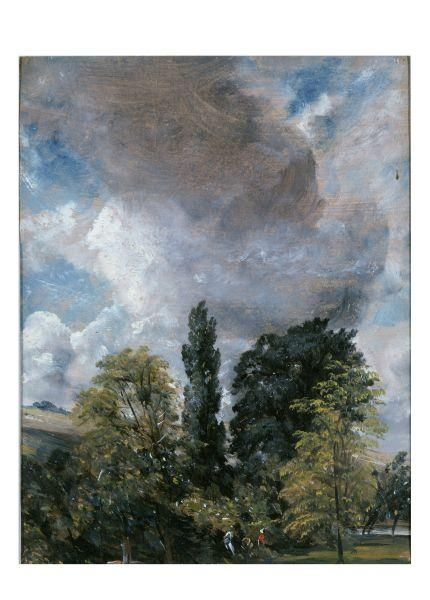
Солсбері, 1829